# Initiative de sécurité en matière de prolifération
L'Initiative de sécurité contre la prolifération (en anglais, Proliferation Security Initiative : PSI) est un programme de coopération internationale qui cherche à enrayer le trafic d'armes de destruction massive (ADM), de leurs vecteurs et des matériels connexes. Elle a été annoncée par le président des États-Unis George W. Bush le 31 mai 2003. En 2012, elle compte 101 pays adhérents.

## Historique

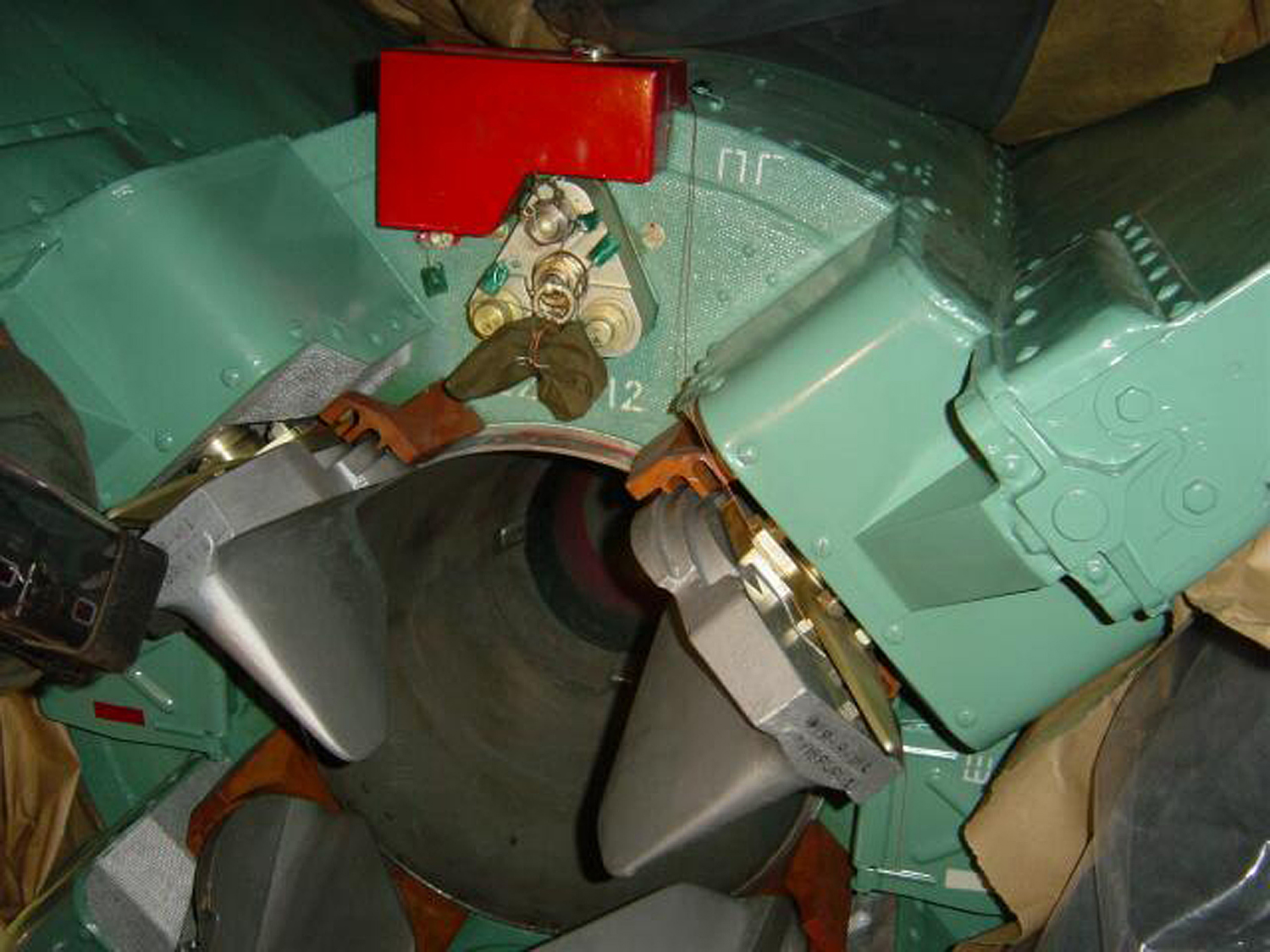
Piéces de missile Scud à bord du cargo So San arraisonné le 10 novembre 2002.

Selon un rapport publié en 2008 par le Service de recherche du Congrès des États-Unis, l'Initiative de sécurité contre la prolifération a été créée en partie en réaction aux manquements juridiques qui ont empêché la saisie de pièces de missiles balistiques transportées le 10 décembre 2002 par le So San, un navire nord-coréen et destinées au Yémen. La marine espagnole, agissant sur indications de l'Intelligence Community, avait alors stoppé et abordé le navire So San. Ce dernier se trouvait dans les eaux internationales dans le golfe d'Oman, et son nom ne figurait pas sur le registre nord-coréen, ce qui donnait à l'Espagne le droit d'aborder et de perquisitionner le navire. Selon les rapports publiés à l'époque, les inspecteurs avaient trouvé 15 missiles Scud complets, 15 ogives et un oxydant de combustible de missile dissimulés sous du ciment. Le Yémen s'était déclaré propriétaire des missiles et avait promis de ne pas retransférer ces articles. Il s'était en outre engagé à ne pas se procurer de nouveaux missiles auprès de la Corée du Nord.

## Objectifs
Cette stratégie postule la nécessité de se doter d'outils plus puissants, notamment dans le domaine de l'interception, pour juguler la prolifération des ADM dans le monde.
L'initiative vise à la création d'un programme de prévention de la prolifération d'ADM en provenance ou à destination d'États ou d'acteurs non étatiques qui suscitent des préoccupations dans ce domaine. Elle entend s'appuyer sur les structures d'autorité existantes, tant nationales qu'internationales, pour mener à bien sa tâche.
En septembre 2003, 11 États ont adopté et publié la Déclaration sur les principes d'interdiction de la PSI. Lors de l'adoption, en avril 2004, de la Résolution 1540 du Conseil de sécurité des Nations unies sur la prolifération nucléaire, la Russie et la Chine ne faisaient pas partie de la PSI.
Depuis lors, nombre d'autres pays ont souscrit aux principes de la Déclaration, qui établit les mesures précises à prendre pour juguler effectivement le commerce illicite des ADM et pour empêcher les intermédiaires de se livrer à leurs transactions. La participation à la PSI est volontaire. Les États qui s'y sont associés encouragent tous les pays à l'appuyer publiquement et à prendre les mesures énoncées dans ses principes, notamment celles qui appuient les activités opérationnelles. 
La PSI fait partie intégrante d'une campagne générale de lutte contre la prolifération qui entend mettre à contribution tous les outils dont on dispose - renseignements, diplomatie, forces policières, etc. - pour prévenir le transfert de matériel lié aux ADM aux États et entités qui suscitent des inquiétudes en matière de prolifération. La résolution 1540, adoptée à l'unanimité par le Conseil de sécurité des Nations unies, invite tous les États à coopérer activement à la prévention du trafic des ADM.

## Fonctionnement
La PSI est un ensemble d'activités et non pas une organisation officielle née d'un traité. On peut la concevoir comme un réseau de partenariats formant l'ossature d'activités précises exécutées en coopération au moment opportun. Elle n'implique pas d'« obligations » formelles de la part des participants, mais plutôt un engagement politique à mettre en place les « meilleures pratiques » susceptibles d'enrayer le trafic lié à la prolifération. La PSI prévoit des exercices d'entraînement à l'interception et divers autres programmes opérationnels destinés à aider les États à agir de concert, de façon plus coordonnée et efficace, pour arrêter, fouiller et saisir les marchandises illicites.
Ainsi, l'accent est mis sur le renforcement de la coordination entre les États participants et sur l'aptitude à prendre des mesures efficaces dès qu'une action particulière devient nécessaire. Les opérations elles-mêmes n'impliqueront vraisemblablement qu'un nombre restreint de participants, à savoir ceux qui ont le meilleur accès, sur les plans géographique et opérationnel, à telle ou telle cible déterminée. Grâce à ce type de coopération, les partenaires de la PSI combinent leurs capacités de manière que la somme de leurs efforts ait un effet global supérieur à celui qu'auraient leurs actions individuelles.

## Activités
L'Australie, les États-Unis, la Corée du Sud, le Japon et la France participent à l'exercice « Bouclier du Pacifique ».
On compte également des États - pays « de complaisance », États côtiers, pays de transit, pays à fort trafic de fret aérien - dont la coopération est essentielle aux activités de lutte impliquant des cargaisons en transit. Depuis l'adoption, au début de septembre 2003, de la Déclaration des principes d'interdiction, un grand nombre d'États ont déclaré qu'ils approuvaient pleinement ces principes et se tenaient prêts à coopérer activement aux activités de lutte.
Cette coopération s'est d'ailleurs révélée multiforme. Certains pays, par exemple, ont participé à des exercices d'entraînement à l'interception ou à des réunions d'information afin d'améliorer leurs capacités de coopération. La participation à la PSI continuera de s'accroître en fonction des réponses des États. 
Il existe également des mesures concrètes que les États peuvent prendre pour mieux organiser leur participation à la PSI : 
- Annoncer publiquement leur engagement officiel en faveur de l'initiative et de la Déclaration des principes d'interdiction, ainsi que leur volonté de prendre toute mesure nécessaire à l'appui des objectifs énoncés.
- Entreprendre une étude des instruments juridiques nationaux qui permettent l'exécution d'opérations d'interception en mer, sur terre et dans les airs, et en diffuser les résultats. S'engager à renforcer ces instruments en tant que de besoin.
- Identifier les « atouts » nationaux précis susceptibles de contribuer à la PSI (partage des renseignements, forces militaires et policières, etc.).
- Fournir des points de contact pour les demandes d'aide émanant de la PSI ainsi que pour d'autres activités opérationnelles. Établir des procédures internes afin de coordonner les mesures décidées dans le cadre de la PSI.
- S'engager à participer activement aux exercices d'entraînement à l'interception ainsi qu'aux opérations elles-mêmes le moment venu.
- S'engager à conclure des accords pratiques (relatifs, par exemple, aux arraisonnements) et, d'une manière générale, à créer les fondements concrets d'une coopération efficace dans le cadre de la PSI.

## Participants
Au 1er octobre 2012, 101 États participent à cette initiative :
Les participants à la PSI sont à cette date : Afghanistan, Albanie, Allemagne, Andorre, Angola, Antigua-et-Barbuda, Arabie Saoudite, Argentine, Arménie, Australie, Autriche, Azerbaïdjan, Bahamas, Bahreïn, Belgique, Belize, Biélorussie, Bosnie-Herzégovine, Brunei, Bulgarie, Cambodge, Canada, Chili, Chypre, Colombie, Corée du Sud, Croatie, Danemark, Djibouti, Dominique (Commonwealth de la), Émirats arabes unis, Espagne, Estonie, États-Unis, Finlande, France, Géorgie, Grèce, Honduras, Hongrie, îles Fidji, îles Marshall, Irak, Irlande, Islande, Israël, Italie, Japon, Jordanie, Kazakhstan, Kirghizistan, Koweït, Lettonie, Liberia, Libye, Liechtenstein, Lituanie, Luxembourg, Macédoine, Malte, Maroc, Moldavie, Mongolie, Monténégro, Norvège, Nouvelle-Zélande, Oman, Ouzbékistan, Panama, Papouasie-Nouvelle-Guinée, Paraguay, Pays-Bas, Philippines, Pologne, Portugal, Qatar, République Dominicaine, République tchèque, Roumanie, Royaume-Uni, Russie, Salvador, Samoa, Saint-Marin, Serbie, Singapour, Slovaquie, Slovénie, Sri Lanka, Saint-Vincent et les Grenadines, Sainte-Lucie, Suède, Suisse, Tadjikistan, Tunisie, Turquie, Turkménistan, Ukraine, Vanuatu, Vatican (Saint-Siège) et Yémen.

## Source
Cet article est partiellement ou en totalité issu d'un article publié par le département d'État américain en 2004 : (en) http://usinfo.state.gov/francais/pubs/proliferation/index.htm